# Selsawet Telmy
Der Selsawet Telmy, Telminski Selsawet (belarussisch Тэльмінскі сельсавет; russisch Тельминский сельсовет) ist eine Verwaltungseinheit im Rajon Brest in der Breszkaja Woblasz in Belarus. 
Das Zentrum des Selsawets ist das Dorf Telmy-1. Telminski Selsawet liegt im Osten des Rajons und umfasst 16 Dörfer. Im südlichen Teil des Selsawets befindet sich der Flughafen Brest.